# Gornji Murići
Gornji Murići (en serbe cyrillique : Горњи Мурићи ou « Haut Murići » en traduction française ; en albanais : Muriqi i Sipërm) est un village du sud du Monténégro, dans la municipalité de Bar.

## Démographie

### Évolution historique de la population
| 1948 | 1953 | 1961 | 1971 | 1981 | 1991 | 2003 |
| ---- | ---- | ---- | ---- | ---- | ---- | ---- |
| 101  | 95   | 155  | 114  | 96   | 71   | 25   |